# Otto Frostman
Otto Albin Frostman, född 3 januari 1907 i Munkarp, Malmöhus län, död 29 december 1977 i Stockholm, var en svensk matematiker.
Frostman avlade studentexamen i Eslöv 1926. Han blev filosofie magister vid Lunds universitet 1929, filosofie licentiat där 1933, filosofie doktor och docent i matematik där 1935. Frostman blev lektor i Halmstad 1941 och i Lund 1945. Han var professor i matematik vid Stockholms universitet 1952–1973. År 1945 invaldes Frostman som ledamot av Fysiografiska sällskapet i Lund och 1952 av Vetenskapsakademien. Han blev riddare av Nordstjärneorden 1957 och kommendör av samma orden 1970. Frostman vilar på Torrlösa kyrkogård.